# Quick (Sportartikelhersteller)
Quick ist ein niederländischer Sportartikel-Hersteller, der 1905 in Hengelo (Gelderland) gegründet wurde.

## Firmengeschichten
Quick produzierte Schuhe und Kleidung für verschiedene Sportarten, war aber vor allem bekannt für seine Fußballschuhe. Quick lieferte die offiziellen Laufschuhe für die Olympischen Spiele in  Amsterdam 1928. Die Firma dehnte sich in den 1950er, 1960er  und 1970er Jahren aus. Danach wurde sie jedoch durch die Konkurrenz in die Defensive gezwungen und stellte 1992 den Betrieb ein.
2001, zehn Jahre nach Einstellung des Betriebs, startete Quick erneut in der Gemeinde Strijen. Dort, wo die Firma zuvor Sportartikel herstellte, produziert sie heute überwiegend Retromode und Schuhe. Viele Modelle aus der Zeit zwischen 1905 und 1992 werden heute erneut hergestellt.
2005 existierte die Marke 100 Jahre und publizierte sie ein Jubiläumsbuch. Quick sponsert den Fußball-Verein AZ Alkmaar.